# Lacken (Gemeinde St. Jakob in Defereggen)
Lacken ist eine Rotte der Fraktion Außerrotte in der Gemeinde St. Jakob in Defereggen im Defereggental (Osttirol). Lacken beherbergt das Skizentrum St. Jakob in Defereggen mit der Talstation der Brunnalmbahn.

## Geographie
Lacken liegt an der schattenseitigen Talseite des Defereggentals südlich der Schwarzach. Die Siedlung wurde zwischen dem Bruggeralmbach im Westen und dem Feistritzbach im Osten angelegt, lediglich ein Haus liegt westlich des Bruggeralmbachs. Benachbarte Ortschaften sind Oberegg im Nordwesten, Unteregg im Norden und St. Leonhard im Osten. Erreichbar ist Lacken über eine Brücke, die bei Oberegg von der Defereggentalstraße nach Süden abzweigt. Zudem ist Lacken durch eine Straße nach Osten mit den Ortschaften St. Leonhard, Feistritz und Rauth verbunden.
Lacken umfasst unter anderem die Hofstellen Martinlis (Außerrote 7), Niggles (Außerrotte 8), Binderschneider (Außerrotte 10), Buffer (Außerrotte 11), Graf (Außerrotte 12), Martin (Außerrotte 31), Potacs (Außerrotte 35), Schnall (Außerrotte 36) und Budemair (Außerrotte 58).

## Geschichte
Lacken wurde im Unterlauf des Bruggeralmbachs angelegt. Das Gebiet westlich des Baches dient noch heute als dessen Überschwemmungsgebiet. Der Begriff Lacken soll sich jedoch vom ehemals hier bestehenden See herleiten, der durch die aufgestaute Schwarzach entstanden war.
Mitte des 19. Jahrhunderts bestand Lacken lediglich aus wenigen Bauernhöfen. Eine Gruppe von Bauernhöfen bestand dabei an der heutigen Verbindungsstraße von der Schwarzachbrücke zur Brunnalm-Talstation (Hofstellen Niggles, Binderschneider, Buffer und Graf), zwei weitere Höfe lagen an der Verbindungsstraße nach St. Leonhard (Umiser und Martinlis). Lacken war lange Zeit eine kleine bäuerliche Ortschaft. Erst durch die Gründung des Skizentrum St. Jakob in Defereggen und die Verbauung des Westufers des Feistritzbaches mit Wohnhäusern wuchs der Ort ab den 1970er Jahren stärker an. 1923 lebten in Lacken nur 18 Menschen in vier Häusern. 1951 lebten in der Rotte 15 Menschen in vier Häusern, 1961 hatte Lacken 14 Bewohner. 1971 wurden in Lacken 16 Menschen in vier Häusern gezählt, wobei ein Haus unbewohnt war. Im Jahr 1981 bestanden in Lacken 13 Gebäude und 12 Hausnummern, es gab sechs bewohnte Gebäude, sieben Haushalte.

## Bauwerke und sakrale Kunst
Für Lacken verzeichnet das Tiroler Kunstkataster drei Einträge. Sowohl der Einhof Graf, die Back- und Waschhütte Graf als auch das Wohngebäude des Paarhofs Martinlis wurden inzwischen abgetragen.